# Gelb-Birke
Die Gelb-Birke (Betula alleghaniensis) gehört zur Familie der Birkengewächse (Betulaceae). Der deutsche Name nimmt Bezug auf die gelblich-bronzefarbene Rinde, englische Namen sind yellow birch, gray birch, silver birch und swamp birch. Der botanische Name bezieht sich auf einen Fundort der Art: den Allegheny River in den USA. Die Gelb-Birke ist der Nationalbaum der kanadischen Provinz Québec, wo sie üblicherweise merisier, französisch für Süßkirsche, genannt wird.

## Pflanzenbeschreibung
Der sommergrüne, mittelgroße Laubbaum erreicht Wuchshöhen von etwa 20 Meter (in Ausnahmefällen bis 30 Meter) und einen Stammdurchmesser von bis zu 80 cm. Die Rinde ist glatt, gelb bis bronzefarben, und blättert in feinen horizontalen Streifen ab. Sie ist oft mit kleinen schwarzen Abdrücken und Narben bedeckt. Ritzt man die Zweige an, so kann man einen leichten Geruch von Methylsalicylat wahrnehmen, allerdings nicht so stark wie bei der Zucker-Birke.
Das Wurzelsystem ist sehr anpassungsfähig und bleibt flach und weitstreichend auf entsprechenden Böden, kann aber auch über 1,5 Meter Tiefe erreichen.
Die ovalen Laubblätter sind 6 bis 12 cm lang und 4 bis 9 cm breit, mit doppelt gezähntem Rand. Die Blattspitze ist zugespitzt, der Blattgrund abgerundet.
Sie sind einhäusig getrenntgeschlechtig (monözisch) und windbestäubt. Die Blütenstände sind Kätzchen, die männlichen sieben bis zehn Zentimeter lang, die weiblichen etwa zwei Zentimeter lang. Die männlichen Blütenstände sind hängend, die weiblichen aufgerichtet. Die Blütenstände werden schon im Jahr vor der Blüte angelegt, sie entfalten sich zusammen mit dem Laubaustrieb Ende Mai.
Im Herbst werden die vielen kleinen geflügelten Samen reif, die sich zwischen den Hochblättern im Fruchtstand befinden. Sie werden vom Wind verbreitet und keimen im darauffolgenden Jahr.

## Verbreitung

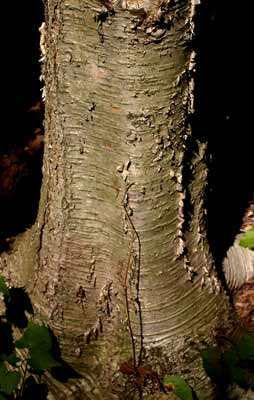
Rinde der Gelb-Birke

Es ist eine ursprünglich im östlichen Nordamerika beheimatete Birkenart. Das Verbreitungsgebiet reicht im Norden von Neuschottland, Neu Braunschweig und Süd-Québec bis in die Appalachen und Nord-Georgia im Süden sowie nach Minnesota im Westen. Das Klima ist gemäßigt, die Jahresdurchschnittstemperatur liegt um 7 °C, an der Nordgrenze des Areals bei 2 °C. Der Jahresniederschlag reicht von 700 bis 1300 mm. Im Süden des Verbreitungsgebietes ist die Gelb-Birke zunehmend auf höhere Lagen beschränkt.
Die Standorte sind gut mit Feuchtigkeit versorgt, am besten ist das Wachstum auf gut drainierten Lehmböden. Auf leicht staunassen Böden wächst die Gelb-Birke zwar nicht optimal, allerdings ist dort die Konkurrenz geringer, sodass dort häufige Vorkommen zu finden sind.

## Ökologie
Die Gelb-Birke ist eine langsamwachsende, langlebige Baumart, die in allen Sukzessionsstadien von Mischwäldern auftritt. Sie wächst einzeln oder in kleinen Gruppen, reine Gelb-Birken-Wälder sind selten. Sie ist namensgebend für drei Waldtypen der Society of American Foresters: Hemlock – Yellow Birch (Typ 24), Sugar Maple – Beech – Yellow Birch (Typ 25) und Red Spruce – Yellow Birch (Typ 30). Die Baumarten, die in diesen Waldtypen genannt werden, sind Kanadische Hemlocktanne (Tsuga canadensis), Zucker-Ahorn (Acer saccharum), Amerikanische Buche (Fagus grandifolia) und Amerikanische Rot-Fichte (Picea rubens). Weitere Baumarten, mit denen die Gelb-Birke vergesellschaftet ist, sind Zucker-Birke (Betula lenta), Amerikanische Hopfenbuche (Ostrya virginiana) und Amerikanische Hainbuche (Carpinus caroliniana).
Die Vermehrung ist nur möglich, wenn offener Boden und Lücken im Kronendach vorhanden sind. Im Gegensatz zu vielen anderen Birken wird Halbschatten aber vertragen.

## Nutzung
Das in Nordamerika am häufigsten als „Birke“ verkaufte Holz ist das der Gelb-Birke. Das Kernholz kann eine hellbraune bis tief rostbraune Farbe haben. Das Splintholz, das sehr häufig mitverkauft wird, ist heller. Die Jahresringe bilden dunkle Linien und sind dadurch gut sichtbar. In der Regel verlaufen die Fasern gerade. Holz mit einer unregelmäßigen Maserung ist schwierig zu verarbeiten. Ansonsten aber gilt das Holz der Gelb-Birke als gut zum Drechseln und Biegen geeignet. Der größte Teil des Holzes wird zu Furnierholz verarbeitet. Aus Massivholz werden gelegentlich auch Möbel, häufiger jedoch Werkzeugstiele hergestellt. Da das Holz abriebfest ist, wird es unter anderem als Fußboden in Turnhallen und Schulen verwendet. Da das Holz nicht gut konservierbar ist, wird es nicht für Außenkonstruktionen verwendet.
Von den Indianern wird die Verwendung der Rinde als Medizin berichtet.